# Livry (Nièvre)
Livry és un municipi francès, situat al departament del Nièvre i a la regió de Borgonya - Franc Comtat. L'any 2007 tenia 684 habitants.

## Demografia

### Població
El 2007 la població de fet de Livry era de 684 persones. Hi havia 280 famílies, de les quals 86 eren unipersonals (33 homes vivint sols i 53 dones vivint soles), 93 parelles sense fills, 81 parelles amb fills i 20 famílies monoparentals amb fills.
La població ha evolucionat segons el següent gràfic:
Habitants censats

### Habitatges
El 2007 hi havia 462 habitatges, 296 eren l'habitatge principal de la família, 107 eren segones residències i 59 estaven desocupats. 461 eren cases i 1 era un apartament. Dels 296 habitatges principals, 232 estaven ocupats pels seus propietaris, 52 estaven llogats i ocupats pels llogaters i 12 estaven cedits a títol gratuït; 21 tenien dues cambres, 68 en tenien tres, 86 en tenien quatre i 120 en tenien cinc o més. 252 habitatges disposaven pel capbaix d'una plaça de pàrquing. A 123 habitatges hi havia un automòbil i a 137 n'hi havia dos o més.

### Piràmide de població
La piràmide de població per edats i sexe el 2009 era:
| Homes | Edats   | Dones |
| ----- | ------- | ----- |
| 0     | 95 o +  | 0     |
| 0     | 90 a 94 | 0     |
| 4     | 85 a 89 | 12    |
| 12    | 80 a 84 | 4     |
| 40    | 75 a 79 | 20    |
| 16    | 70 a 74 | 16    |
| 24    | 65 a 69 | 20    |
| 4     | 60 a 64 | 16    |
| 8     | 55 a 59 | 12    |
| 24    | 50 a 54 | 20    |
| 12    | 45 a 49 | 0     |
| 44    | 40 a 44 | 20    |
| 24    | 35 a 39 | 16    |
| 12    | 30 a 34 | 36    |
| 12    | 25 a 29 | 20    |
| 28    | 20 a 24 | 8     |
| 20    | 15 a 19 | 24    |
| 4     | 10 a 14 | 8     |
| 24    | 5 a 9   | 16    |
| 20    | 0 a 4   | 36    |

## Economia
El 2007 la població en edat de treballar era de 413 persones, 286 eren actives i 127 eren inactives. De les 286 persones actives 239 estaven ocupades (142 homes i 97 dones) i 46 estaven aturades (27 homes i 19 dones). De les 127 persones inactives 55 estaven jubilades, 26 estaven estudiant i 46 estaven classificades com a «altres inactius».

### Ingressos
El 2009 a Livry hi havia 302 unitats fiscals que integraven 683,5 persones, la mediana anual d'ingressos fiscals per persona era de 15.885 €.

### Activitats econòmiques
Dels 15 establiments que hi havia el 2007, 2 eren d'empreses extractives, 1 d'una empresa alimentària, 3 d'empreses de fabricació d'altres productes industrials, 2 d'empreses de construcció, 1 d'una empresa de comerç i reparació d'automòbils, 1 d'una empresa de transport, 2 d'empreses d'hostatgeria i restauració, 2 d'empreses de serveis i 1 d'una empresa classificada com a «altres activitats de serveis».
Dels 5 establiments de servei als particulars que hi havia el 2009, 1 era una oficina de correu, 1 guixaire pintor, 1 lampisteria i 2 restaurants.
L'únic establiment comercial que hi havia el 2009 era una fleca.
L'any 2000 a Livry hi havia 29 explotacions agrícoles que ocupaven un total de 1.540 hectàrees.

## Equipaments sanitaris i escolars
El 2009 hi havia una escola elemental integrada dins d'un grup escolar amb les comunes properes formant una escola dispersa.

## Poblacions més properes
El següent diagrama mostra les poblacions més properes.